# 今嶺村
今嶺村（いまみねむら）は、かつて岐阜県稲葉郡にあった村である。
現在の岐阜市今嶺、及び市橋、薮田西、薮田中、薮田東、鏡島南などの一部に該当する。
当村発足時は厚見郡の村であったが、郡の合併で稲葉郡の村となった。

## 歴史
- 江戸時代末期、この地域は美濃国厚見郡に属し、加納藩領であった。
- 1889年（明治22年）7月1日 - 町村制により今嶺村が発足。
- 1897年（明治30年）4月1日[2] - 厚見郡、各務郡、方県郡の一部が合併して稲葉郡となる。当村は稲葉郡の村となる。
- 1897年（明治30年）4月1日 - 爪村、西庄村、藪田村、下奈良村と合併し、市橋村が発足。同日今嶺村は廃止。